# Lady Jane/15ª frustata
Lady Jane/15ª frustata è un singolo discografico dei New Dada pubblicato in Italia nel 1967.

## Descrizione
I due brani furono inclusi nell'unico album del gruppo milanese, I'll Go Crazy
La cover in italiano del brano dei Rolling Stones è realizzata usando in apertura e chiusura un sottofondo del rumore del mare e del canto dei gabbiani; il testo in italiano venne scritto dall'organista Ferruccio Sansoni a Roma una notte in albergo al Grand Hotel Regina in via Veneto, in occasione di una registrazione per una trasmissione televisiva. Per la registrazione del brano Sansoni usò un organo Vox Continental
Nello stesso anno il cantante del gruppo Maurizio pubblicò come solista una nuova versione di Lady Jane usando la stessa copertina del disco del complesso.
L'autore della musica di 15ª frustata è Valerio Vancheri, che si firma con lo pseudonimo Wavan; nel 2011 il brano è stato citato in un discorso alla camera dei deputati da Pier Luigi Bersani.

## Tracce
Lato A
1. Lady Jane (cover con testo in italiano di Lady Jane) (testo: Ferruccio Sansoni – musica: Mick Jagger e Keith Richards; edizioni musicali Aromando)

Lato B
1. 15ª frustata (testo: Ermanno Parazzini – musica: Wavan; edizioni musicali Leonardi)

## Formazione
- Maurizio Arcieri - voce
- Giorgio Fazzini - basso
- Gianfranco "Pupo" Longo - batteria
- Franco Sadanza - chitarra
- Ferruccio "Ferry" Sansoni - organo
- Renato "René" Vignocchi - chitarra